# سمحاق طبقي
السمحاق الطبقي أو السمحاق الرهجي أو الركام السمحاقي أو أو السِّمحَاق أو العارِض هي سحب رقيقة وموحدة بشكل عام، تتكون من بلورات جليدية، وقادرة على تشكيل هالات. وتقع عادة ما فوق 5,5 كم. عندما تكون سميكة بما يكفي لرؤويتها، تكون بيضاء، مع عدم وجود سمات مميزة. وأحياناً تغطي السماء كلها، وأحيانا تكون رقيقة جداً بحيث بالكاد يمكن تمييزها، وقد يشير هذا إلى وجود كمية كبيرة من الرطوبة في الغلاف الجوي العلوي.
وقد تشير هذه الغيوم أحياناإلى بداية جبهة دافئة، وبالتالي قد تكون مؤشرات على أن هطول الأمطار قد يكون في الساعات المقبلة ال 12 إلى 24.

## اقرأ أيضاً
- أنواع السحب